# Alan Belkin
Alan Belkin (* 5. Juli 1951 in Montreal) ist ein kanadischer Komponist, Organist und Musikpädagoge.

## Leben und Wirken
Belkin studierte zunächst Harmonielehre, Kontrapunkt und Komposition bei Marvin Duchow und Orgel bei André Laberge. Nach weiteren Orgelstudien bei Bernard Lagacé schrieb er 1979 bis 1983 als Doktorand an der Juilliard School of Music seine Dissertation bei David Diamond und Elliott Carter. 1983 war er unter den Finalisten der Dublin International Organ Competition.
Er unterrichtete an der Université du Québec, der Concordia University und der McGill University und lehrte von 1984 bis 2016 an der Musikfakultät der Universität Montreal. Belkin ist Mitglied der Canadian Electroacoustic Community und wirkte als Berater mehrerer Musiksoftware-Unternehmen. Er veröffentlichte Artikel im Computer Music Journal, der Canadian University Music Review und Musicworks und stellt musiktheoretische Texte auf seiner Homepage zur Verfügung.
Belkin komponierte u. a. acht Sinfonien, vier Streichquartette, drei sinfonische Sätze, eine Elegie für Streichorchester, ein Violin- und ein Klavierkonzert, Fantasien und Fugen für Orgel und für Klavier, Gitarren, Klavier-, Violin- und Violasonaten und Lieder.